# دو سان وو
دو سان وو (Do Sunwoo) نویسنده اهل کره جنوبی است.

## زندگی
دو سان وو در سئول کره جنوبی به دنیا آمد و بزرگ شد. اولین حضور ادبی خود را در سال ۲۰۱۶ بود، زمانی که رمانش با نام Sparring (스파링) برای بیست و دومین جایزه رمان Munhakdongne انتخاب شد. در سال بعد، رمان مرد عدالت‌خواه (저스티스맨) در سال ۲۰۱۷ برنده سیزدهمین جایزه ادبی Segye که توسط روزنامه کره‌ای Segye Ilbo به او اعطا شد.

## نوشتن
آثار دو اغلب خشونت ساختاری را در جوامع نئولیبرالیسم به تصویر می‌کشد.
در رمان مرد عدالت (저스티스맨) داستانی در مورد یک قاتل سریالی مرموز می‌گوید که از طریق آن خشونت فراگیر را در اینترنت به تصویر می‌کشد.

## آثار
- Sparring (스파링)، ۲۰۱۶
- مرد عدالت (저스티스맨)، ۲۰۱۷
- انجمن موجو (모조사회)، ۲۰۱۹

## جوایز
- جایزه رمان Munhakdongne، ۲۰۱۶
- جایزه ادبی Segye، ۲۰۱۷